# Adrian Paul
Adrian Paul Hewett, född 29 maj 1959 i London, England, också känd som Adrian Paul, är en brittisk skådespelare, dansare och koreograf. Han är framför allt känd för sin roll som Duncan MacLeod i TV-serien Highlander. Han arbetade först som modell, sedan som dansare och koreograf. När intresset för skådespeleri ökade flyttade han till USA. 1997 grundade han The Peace Fund, en välgörenhetsorganisation.

## Skådespelarkarriär
Adrian Paul handplockades till rollen som gett honom mest uppmärksamhet hittills, den som Duncan MacLeod i TV-serien Highlander 1992. Paul var också med i spin-off-filmen Highlander: Endgame (2000) och den femte Highlanderfilmen: Highlander: The Source, som gjordes direkt för TV. Den hade premiär på the SCI-FI channel den 15 september 2007. Hans första roll som skådespelare var i TV-serien The Colbys som den ryske balettdansören Kolya 1987–1988). Hans första filmframträdande var i filmen Last Rites som hade Tom Berenger som stjärna.

## Filmografi

### Filmer
- Last Rites (1988) – Tony
- Shooter (1988) – Australisk kameraman
- Dance to win (1989) – Billy James
- Masque of the Red Death (1998) – Prospero
- Love Potion No. 9 (1992) – Enrico Pazzoli
- Cover Girl Murders (1993) – Patrice
- Dead Men Can't Dance (1997) – Shooter
- Susan's Plan (1998) – Paul
- Merlin the Return (1999) – Lancelot
- Convergence (1998) – Brady
- Highlander: Endgame (2000) – Duncan MacLeod
- The Breed (2001) – Aaron Gray
- The Void (2001) – Steven Pryce
- Code Hunter (2002) – det logiska minnet i en dator
- Nemesis Game (2003) – Vern
- Moscow Heat (2004) – Andrew Chambers
- Little Chicago (2005) – Frank Newcome
- Throttle (2005) – Gavin Matheson
- Tides of War (2005) – Commander Frank Habley
- Séance (2006) – seriemördande spöke
- Highlander: The Source (2007) – Duncan MacLeod
- Lost Colony (2007) – Ananias Dare
- The Heavy (2007) – Christian Mason
- Eyeborgs (2007) – Gunner
- Captain Drake (2007) – Sir Francis Drake
- Nine Miles Down (2008) – Jack Jackman
- War of the Worlds: Goliath (2008) – Patrick O'Briens röst
- AE: Apocalypse Earth (2013) - Lt. Frank Baum
- Apocalypse Pompeii: (2014) - Jeff Pierce

Källa:

### TV-serier
- The Colbys (1986–1987) – Nikolai Rostov (22 avsnitt)
- Skönheten och odjuret (1988) – Dmitri (1 avsnitt)
- War of the Worlds (1989–1990) – John Kincaid (22 avsnitt)
- Dark Shadows (1991) – Jeremiah Collins (3 avsnitt)
- The Owl (1991) – Alex L’Hiboux, Pilotavsnitt
- Tarzan (1992) – (2 avsnitt)
- Mord och inga visor (1992) – Edward Hale (1 avsnitt)
- Highlander (1992–1997) – Duncan MacLeod (117 avsnitt)
- Kultjägarna (2001) – Lucas Blackmer (1 avsnitt)
- Tracker (2001–2002) – Daggon (22 avsnitt)
- Förhäxad (2002) – Jeric (1 avsnitt)

Källa:

### Teater
- Bouncers
- Things Just Change

Källa:

## Andra arbeten
Under tiden med Highlander regisserade och producerade han flera avsnitt vilket sedan ledde till att han fick jobbet som producent för spin-off-filmerna från TV-serien. 2008 började han göra rösten till rollfiguren Patrick O'Brien i den animerade TV-serien War of the Worlds. Han har varit med i musikvideorna Duran Durans "My Own Way" och Sheena Eastons "Days Like This".

## Privatliv
Paul har varit gift med skådespelaren Meilani Paul. Han har tre barn med Alexandra Tonelli. Sedan 1997 har han lagt mycket arbete på sin välgörenhetsorganisation PEACE (Protect, Educate, Aid Children Everywhere) som står under beskydd av Athletes and Entertainers for Kids. Han startade programmet "School Makes a Difference" som ser till att kändisar besöker skolor och kommunala samlingslokaler för att vara förebilder för barn.